# 鸟园爵士

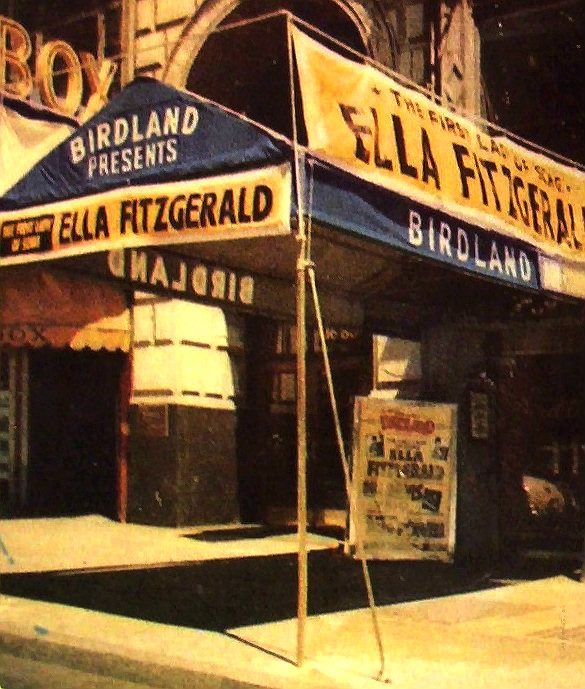
鳥園的入口

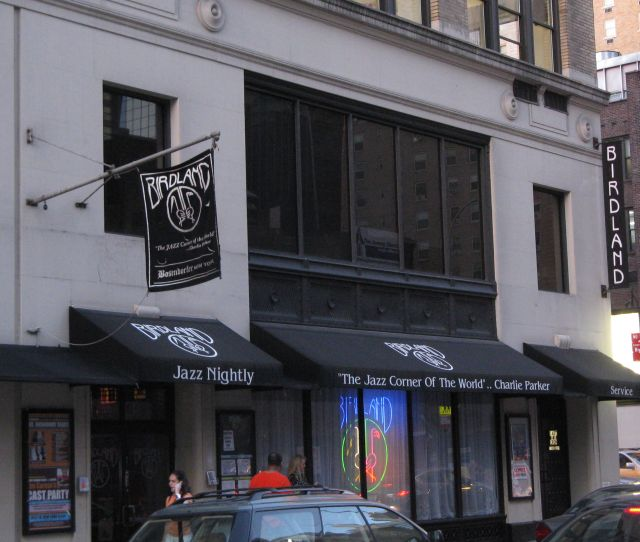
2008年位於第44街西的鳥園

鸟园（英語：Birdland）是纽约的一个爵士乐俱乐部，创办于1949年12月15日。它名列纽约五大爵士乐俱乐部之一，经常举办高水准的演出。鸟园的名字来自萨克斯管乐手查利·帕克（绰号“大鸟”Yardbird），鸟园的老板让他做了这里的常驻乐手。其他早期的演出者包括贝西伯爵及其乐团、迪齐·吉莱斯皮、塞隆尼斯·孟克、迈尔士·戴维斯、约翰·柯川、巴德·鲍威尔、斯坦·盖茨、莱斯特·杨等。鸟园最初的地址在百老汇1678号，后来由于租金增加而停业，但於1979年重開一夜。1986年在第105街口恢复营业。鸟园并没有大规模的空间，但音响效果出色，还提供南方口味的餐点。

## 外部連結
- 官方网站